# Phoenix Wright: Ace Attorney - Spirit of Justice
Phoenix Wright: Ace Attorney - Spirit of Justice (逆転裁判6?, Gyakuten Saiban 6) è il nono capitolo della serie Ace Attorney creata da Capcom. Il videogioco è il terzo titolo della serie sviluppato per Nintendo 3DS, dopo Dual Destinies e The Great Ace Attorney: Adventures, e segna il ritorno di Phoenix Wright come protagonista.
Sequel di Phoenix Wright: Ace Attorney - Dual Destinies, in Spirit of Justice compaiono nuovamente gli avvocati Apollo Justice e Athena Cykes. Tra i personaggi del gioco, spicca la presenza di Maya Fey. In un contenuto scaricabile del videogioco compaiono inoltre Larry Butz e Miles Edgeworth.
Annunciato dalla rivista Famitsū il primo settembre 2015, il videogioco è stato presentato al Tokyo Game Show 2015. La Capcom ha annunciato una distribuzione in occidente del titolo. Il titolo verrà pubblicato in Europa solamente sul Nintendo eShop.

## Trama
Spirit of Justice è ambientato nel 2028, due anni dopo gli eventi di Dual Destinies. Il videogioco si articola in cinque casi di omicidio ambientati principalmente nel regno di Khura'in.
The Foreign Turnabout (逆転の異邦人?, Gyakuten no Ihōjin)
L'avvocato Phoenix Wright si trova in visita nel regno di Khura'in per incontrare Maya Fey, giovane mistica che sta terminando il suo addestramento per diventare la Maestra del villaggio di Kurain. Il legale viene accolto dalla guida turistica Ahlbi Ur'gaid (ボクト・ツアーニ ?, Bokuto Tsuani), amico di Maya, che tuttavia verrà arrestato nel corso del tour con l'accusa di aver tentato di rubare un prezioso tesoro nazionale e aver ucciso la guardia Paht Rohl (ミーマ・ワルヒト?, Mima Waruhito). Il giorno seguente Phoenix insiste per assistere al processo, ma scopre che la guida non ha nessun avvocato. Prende quindi le difese del giovane dalle accuse del procuratore Gaspen Payne (文武亜内?, Fumitake Auchi), scoprendo alcune peculiarità del sistema legale vigente nel paese: oltre alle sedute spiritiche della principessa Rayfa Padma Khura'in (レイファ・パドマ・クライン?, Reifa Padoma Kurain) verrà a conoscenza di una legge che infligge la stessa pena sia all'imputato che alla difesa. Nonostante rischi la pena capitale, Phoenix insiste nel voler scoprire la verità sul caso e provare l'innocenza di Ahlbi.
The Magical Turnabout (逆転マジックショー?, Gyakuten majikkushō)
Apollo Justice e Athena Cykes vengono invitati alla prova dello spettacolo magico di Trucy Wright presso il teatro Penrose, due giorni prima del debutto. Durante il secondo tempo dello spettacolo, sotto gli occhi delle telecamere di Take-2 TV, uno dei trucchi di magia finisce con la scoperta di un cadavere all'interno di una bara usata sul palcoscenico. La vittima è Mr. Reus (Mr. メンヨー?, Mr. Menyo), un prestigiatore che aveva lavorato anni prima con i Gramarye, prima di essere allontanato dalla compagnia. Non solo Trucy viene accusata del crimine, ma il produttore televisivo Roger Retinz (金成 志乃山?, Kanenari Shinoyama) riesce a pignorare le proprietà della Agenzia Vattelapesca Wright, grazie ad contratto capestro firmato dalla ragazza. Con l'aiuto di Ema Skye, i due legali effettuando le indagini e prendono le difese della figlia adottiva di Phoenix, affrontando il procuratore Nahyuta Sahdmadhi (ナユタ・サードマディ?, Nayuta Sādomadi), proveniente dal regno di Khura'in e vecchia conoscenza di Apollo.
The Rite of Turnabout (逆転の儀式?, Gyakuten no Gishiki)
In occasione di una festività annuale di Khura'in, Phoenix ha finalmente modo di incontrare Maya Fey, che prenderà parte a un rito per celebrare la figura di Lady Kee'ra, protettrice di Khura'in, insieme al sacerdote Tahrust Inmee (マルメル・アータム ?, Marumeru Aatamu). Durante la cerimonia tuttavia Phoenix perde i sensi, riprendendosi solo il giorno seguente e apprendendo da Ema Skye che Maya è indagata per l'omicidio del religioso. Phoenix prende nuovamente le difese di Maya, affrontando per la prima volta il procuratore Nahyuta Sahdmadhi e tentando di far luce sugli avvistamenti di una figura che indossa i panni di Kee'ra e sull'evasione di un prigioniero appartenente ad un gruppo di ribelli capeggiato da Dhurke (ドゥルク?, Duruku).
Turnabout Storyteller (逆転寄席?, Gyakuten Yose)
Mentre Phoenix si trova nel regno di Khura'in e Apollo è impegnato con lo spettacolo di Trucy, Athena Cykes viene ingaggiata dal procuratore Simon Blackquill per difendere lo chef Bucky Whet (すする 内舘?, Susuru Uchitate), considerato responsabile della morte dell'artista rakugo Taifu Toneido (獏風 旋風亭?, Bakufū Senpūtei). Simon è uno dei testimoni del caso, mentre il procuratore è nuovamente Nahyuta Sahdmadhi, ritornato negli Stati Uniti d'America in seguito a richiesta di Miles Edgeworth.
Turnabout Revolution (逆転の大革命?, Gyakuten no Dai Kakumei)
Apollo e Trucy incontrano Dhurke Sahdmadhi, ex-avvocato difensore e padre adottivo di Apollo. Come capo dei rivoluzionari di Khura'in, Dhurke visita lo studio legale Wright per affidare ad Apollo la missione di recuperare un'importante reliquia del regno, che si trova nel villaggio Kurain per essere analizzata dall'archeologo Archie Buff (文明 佐奈樹?, Fumiaki Sanagi). Giunti al villaggio, si scopre tuttavia che lo studioso è deceduto e il cimelio scomparso. Dopo averlo recuperato, Apollo e Athena si troveranno ad affrontare Phoenix Wright in un processo civile per stabilire se il reperto sia un tesoro nazionale di Khura'in o appartenga al politico Paul Atishon (清木 まさはる?, Kiyoki Masaharu) che ha ingaggiato Wright e sostiene che l'oggetto gli sia stato sottratto.
Al termine del processo, che farà anche luce sulle circostanze della morte dell'archeologo, si scoprirà che Phoenix ha preso le difese di Atishon poiché Maya è tenuta in ostaggio dal ministro della giustizia Inga Karkhuul Khura'in (インガ・ジャクティエール・クライン?, Inga Karukūru Kurain) che vuole ottenere la reliquia. Con l'aiuto di Edgeworth, gli avvocati raggiungono il regno di Khura'in, ma nel luogo dello scambio si scopre il cadavere del ministro e Dhurke coperto di sangue con l'arma del delitto tra le mani. Apollo e Phoenix prenderanno le difese di Dhurke, affrontando Nahyuta e la regina Ga'ran Sigatar Khura'in (ガラン・シガタール・クライン?, Garan Shigatāru Kurain).
Oltre ai casi presenti nel gioco, tre episodi sono disponibili come contenuto scaricabile: Turnabout Time Traveler, Phoenix Wright: Asinine Attorney e Apollo Justice: Asinine Attorney.
Turnabout Time Traveler (時を越える逆転?, Toki o Koeru Gyakuten)
Larry Butz chiede all'amico d'infanzia Phoenix Wright di difendere Ellen Wyatt (雫 大津部?, Shizuku Ōtsubu) accusata di aver ucciso Dumas Gloomsbury (静次 米倉?, Seiji Yonekura) il giorno del suo matrimonio con Sorin Sprocket (来人 八久留間?, Raito Haguruma), futuro presidente di una grossa società del settore dell'aviazione. La sposa dichiara di aver viaggiato nel tempo grazie a un congegno inventato da Sorin, quest'ultimo convinto nella possibilità di viaggiare nel tempo. Convinto della buona fede della donna, Phoenix si reca quindi sul luogo del delitto, un dirigibile che funge da cappella, incontrando Miles Edgeworth, che svolgerà il ruolo di pubblica accusa, e della sua amica Maya Fey, che lo aiuterà nel corso del caso.